# Ангус Јанг
Ангус Макинон Јанг (енгл. Angus McKinnon Young; рођен у Глазгову, 31. март 1955) један је од најутицајнијих гитариста данашњег доба. 1973. године је са својим братом Малколмом Јангом основао групу AC/DC.
Гитару је почео да свира са 5 година. У раним тинејџерским годинама сели се у Аустралију. Ту је добио своју прву Гибсон СГ гитару. Инструкције за гитаре давали су му његова браћа Малколм и Џорџ. На наговор своје сестре, ствара свој препознатљив имиџ: Обучен је као школарац (тај стил и дан данас користи). Ангус је још препознатљив по свом карактеристичном начину свирања, по његовим кретањима по бини (пачји ход) и за време концерта изводи свој славни стриптиз.